# 七世一樹
七世 一樹（ななせ かずき、1972年6月19日 - ）は、韓国ソウル特別市出身の俳優。元吉本新喜劇座員。身長172cm、体重60kg、血液型B型。サンミュージック所属。

## 経歴
韓国ソウル生まれ。父は外交官で日本へ赴任、宮城県仙台市に3年間勤務、七世が小学2年生のときに大阪へ赴任し再び3年間勤務、中学1年生のときに神戸に赴任、4年後に帰国し七世は韓国の高校を卒業。同国の大学に入学するも馴染めず翌年、同志社大学に留学生として入学し直す。卒業後はニチメンに入社、在職中に日本へ帰化した。帰化した理由は大学生の頃から吉本新喜劇入りたかったが、留学ビザや就労ビザでは出来る仕事が限られているためだった。日本名は姓名判断で作ってもらい、地球は六代陸だから七大陸にするために樹木を植えて世界に羽ばたくという意味である。1999年、吉本総合芸能学院（NSC）大阪校に22期生として入所する。NSC在学中の翌2000年に吉本新喜劇に入団。
2015年、一般人女性と結婚。

## 主な出演作品

### 映画
- ビリから一番まで僕のクラスを探しています／コルチブット　イルトゥンカチ　ウリバンヌル　チャッスムニダ（1989年、韓国）
- あの人達も私達のように／クドゥルド　ウリチョロム（1990年、韓国）
- KT（2002年、阪本順治監督）
- AIKI（2002年、天願大介監督作品）
- 探偵事務所5（2005年、林海象監督） - 工員B / 探偵 役
- THE WINDS OF GOD（2005年、今井雅之監督） - 七世一樹上飛曹 役
- 猫目小僧（2005年、井口昇監督） - 中田巡査 役
- カチコミ刑事　オンドリャー！ 大捜査線心斎橋を封鎖せよ（2005年、鈴木浩介監督） - マネージャー 役
- 隙魔（2005年、中田圭監督） - コンビニ店長 役
- 素敵な夜、ボクにください（2006年、中原俊監督） - 韓国屋台店主 役
- 公安警察捜査官（2006年、鈴木浩介監督） - 菊田 役
- エコエコアザラク（2006年、太一監督） - 郵便配達員 役
- 夕凪の街 桜の国（2006年、佐々部清監督） - 大空建研社員：長浜 役
- ITバブルと寝た女（2006年、佐藤太監督） - 藤代浩太 役
- パッチギ! LOVE&PEACE（2007年、井筒和幸監督） - 朝鮮人巡査 役
- 泪壺（2008年、瀬々敬久監督）

### 舞台
- 紫陽花恋記（2000年、近鉄劇場）
- 飛行機雲（2006年、新宿シアターサンモール） - 横堂五郎 役
- 美しの水・White（2006年、シアターアプル） - 湯浅宗重 役

### Vシネマ
- 梁山泊パチプロ列伝（2000年） - パチプロ 役
- SUKIMA・隙間（2004年）
- 実録東声会 暗黙の首領（2005年、辻裕之監督） - 韓国中央情報部部長 役
- 女囚07号玲奈（2006年、鈴木浩介監督） - IT系企業社長：若鶏 役

### 吹き替え・ナレーション
- リザレクション（2002年）
- うたばん総集編（2003年、TBS） - 韓国語・ナレーション
- けっこう仮面（2004年、長嶺高文監督） - ナレーション
- アンデッド（2004年、オーストラリア） - 吹き替え
- ア　リトル・マッチガール（2004年、韓国） - 吹き替え
- 屋根部屋のネコ（2005年、韓国） - 吹き替え

### テレビ
- AX MUSIC TV-01 World Hit Chart（2002年、日本テレビ） - ナビゲーター
- よど号ハイジャック事件の真相122時間（2002年、日本テレビ）
- 英語ビジネスワールド（2002年、NHK） - 主演：青柳純一郎 役
- 愛するためにあいしたい 第1話（2003年、TBS）
- Korean Girl's Net（2004年、CS日本） - ナビゲーター
- ウルトラQ・闇（2004年、テレビ東京） - みまつ 役
- どんど晴れ 第27・28・30回（2006年、NHK） - リュ・シウォンのマネージャー 役
- 警官の血（2009年、テレビ朝日）
- 兄帰る（2009年、WOWOW）
- ワンス・アポン・ア・タイム・イン・東京 第1・2話（2010年、テレビ朝日） - 小林マネージャー 役

### ラジオ インターネット
- わらえ（2003年、MBSラジオ） - 主演：小山 役
- アリラン（2004年、NHKラジオ） - キム・ヨンジュン 役
- シンファ アルバム紹介（2005年、FM東京）
- 七世一樹のKorea Korea「ななコリ」（Wallop放送局）
- 七世一樹と笑顔に767!なろうな！（すまいるFM767） - レギュラー
- 七世一樹！韓国には帰れません！（ニコジョッキー） - 不定期
- 七世一樹のJapan Korea（サンミュージック / ニコニコ生放送）

## 受賞歴
- 2013韓日文化大賞受賞（日韓文化交流center）